# Hanková
Hanková (maďarsky Annafalva) je obec na Slovensku v okrese Rožňava. V obci žije 83 obyvatel.

## Polohopis
Nachází se v Gemerské části Slovenského rudohoří, 22 km na severozápad od Rožňavy.

## Dějiny
Obec založili v poslední třetině 15. století pastevečtí obyvatelé. První písemná zmínka pochází z roku 1556. Jméno obce se poprvé připomíná v roce 1569. Patřila Štítnickovcům, od 17. století Andrášiovcům, v 18. století měla i další zeměpány. V 19. století se obyvatelé živili zemědělstvím, povoznictví a prací v hamrech.

## Kultura a zajímavosti

### Památky
- Evangelický kostel, jednolodní klasicistní stavba s půlkruhovým ukončením presbytáře a představenou věží z roku 1811. Věž kostela byla součástí staršího kostela z roku 1726. Interiér je zaklenut konchou a pruskou klenbou. Nachází se zde zděná empora. Oltář s obrazem Žehnající Kristus a křtitelnice jsou klasicistické z 19. století, kazatelna je z roku 1840. Fasády kostela jsou členěny pilastry a půlkruhově ukončenými okny se šambránami. Věž je členěna lizénami a nárožním zaoblením, ukončena je korunní římsou s terčíkem a jehlancovou helmicí.

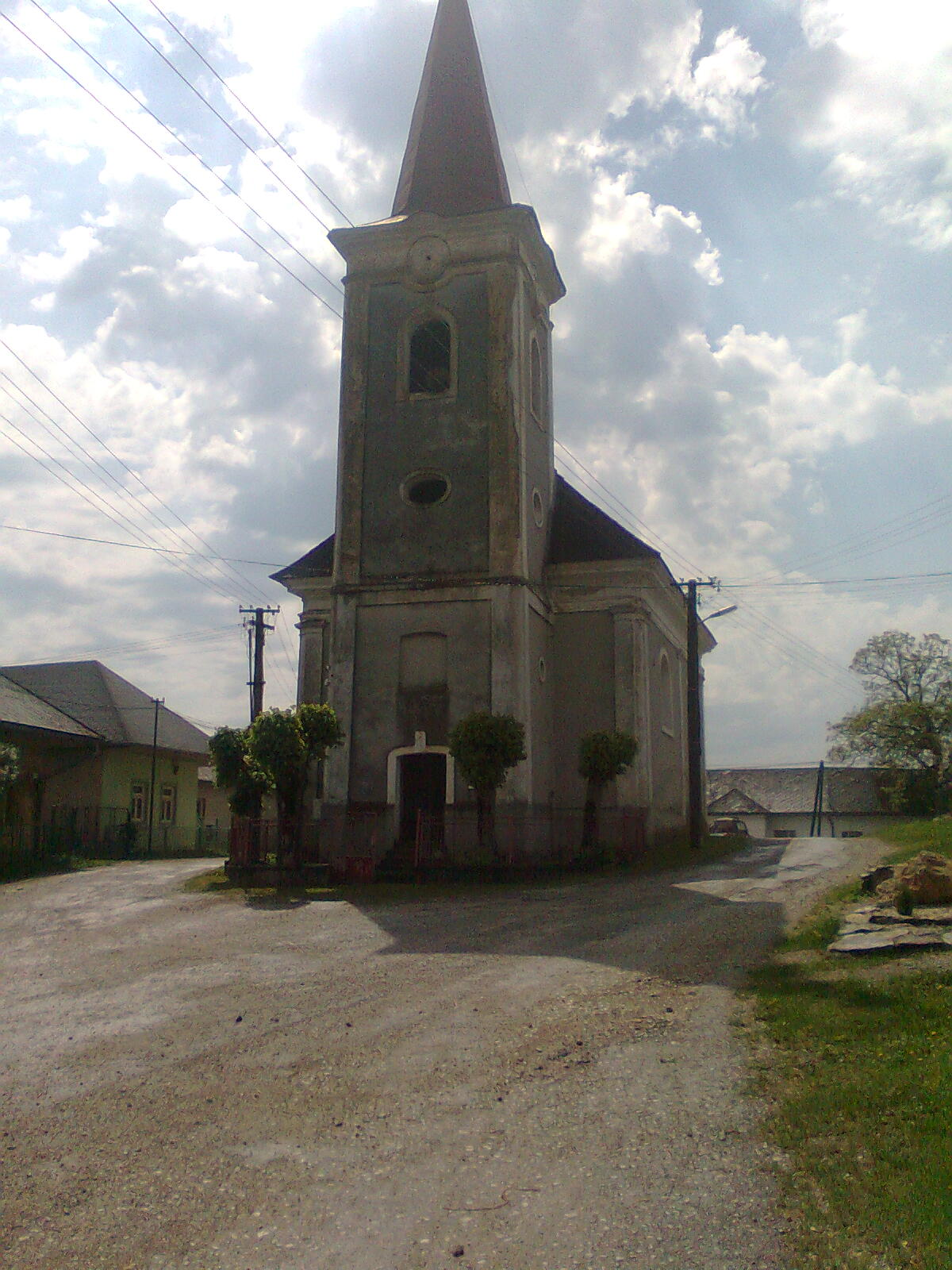
Evangelický kostel